# Sean Edwards
Sean Lawrence Guy Edwards (Londra, 6 dicembre 1986 – Willowbank, 15 ottobre 2013) è stato un pilota automobilistico e attore britannico.

## Carriera
Sean Edwards iniziò a gareggiare sui kart all'età di 11 anni. Passato in Formula Ford britannica nel 2003, giunse quarto in classifica generale alla sua prima stagione, ottenendo anche la prima vittoria. L'anno successivo si classificò quinto in Formula Renault britannica.

## Il passaggio alle ruote coperte
A partire dal 2005, Sean Edwards passò alle competizioni per vetture a ruote coperte, disputando quattro gare del campionato GT britannico e giungendo quinto in classifica generale. Nel 2006 vinse la prima edizione del Campionato Europeo FIA GT3 con una vettura del Team Tech9 Motorsport. L'anno successivo giunse 15º nel Campionato FIA GT, e colse un terzo posto alla 24 ore di Spa, sempre per Tech9. Nel 2008 giunse quinto in Porsche Supercup. Dopo un 2009 anonimo, nel 2010 giunse sesto in Porsche Supercup e ottavo in Porsche Carrera Cup Germany. Nello stesso anno partecipò anche alla 24 ore di Dubai, ritirandosi dopo 87 giri. Nel 2011 proseguì la partecipazione ai trofei Porsche, giungendo secondo assoluto in Porsche Carrera Cup Germany; l'anno successivo replicò il risultato, e vinse la 24 ore di Dubai. Nel 2013 domina in Porsche Supercup, ha vinto nuovamente la 24 ore di Dubai, a bordo di una Mercedes-Benz SLS AMG GT3, e la 24 ore del Nürburgring.

## La morte
Sean Edwards è morto il 15 ottobre 2013 in seguito ad un incidente sul circuito Queensland Raceway di Willowbank: durante una sessione di prove private, mentre faceva da istruttore a Will Holzheimer, questi ha perso il controllo della Porsche 996 su cui erano a bordo. La vettura si è schiantata contro le barriere incendiandosi, e uccidendo Edwards sul colpo. Holzheimer, estratto vivo dal relitto, è stato ricoverato con fratture e ustioni al Royal Brisbane and Women's Hospital. Nicki Thiim sfrutterà la morte del collega per scavalcarlo in classifica e vincere la Porsche Supercup.